# 도바 천황
도바 천황(일본어: 鳥羽天皇, 1103년 2월 24일 ~ 1156년 7월 20일)은 제74대 일본 천황이다. 휘는 무네히토(일본어: 宗仁)이다.

## 약력
1103년 호리카와 천황의 아들로 태어난 지 7개월만에 태자가 되었다. 모후 후지와라노 사네코가 일찍 사망하자 조부인 시라카와 법황 손에서 자랐다. 태어난지 7개월만에 태자로 세워졌으며, 아버지 호리카와 천황이 사망하자 5세에 즉위하였다. 정무는 시라카와 법황이 행했다. 에이큐(永久) 5년(1117년) 시라카와 법황의 양녀인 후지와라노 다마코(藤原璋子)가 입궁, 다음해 중궁이 되었다. 그녀와의 사이에서 5남 2녀를 두었다. 호안(保安) 4년(1123년) 1월 23일에 맏아들인 스토쿠 천황에게 양위하였으나, 여전히 실권은 시라카와 법황에게 있었다.
다이지(大治) 4년(1129), 시라카와 법황이 사망하였고 이후 도바는 인세이(院政)를 개시하여 실권을 장악한다. 법황과 사이가 소원했던 후지와라 셋칸케(攝關家)의 후지와라노 다다자네(藤原忠實)를 귀환시켜 그의 딸 야스코(泰子)를 입궁시키는 등 인(院)의 요직을 자신의 측근으로 채웠으며, 시라카와 법황이라는 후원자를 잃은 중궁 다마코(다이켄몬인)에게 등을 돌리고 대신 후지와라노 나리코(藤原得子)를 총애하게 되어 그녀 소생의 황자 나리히토(體仁) 친황(고노에近衛 천황)을 즉위시켰다. 스토쿠 천황과 고노에 천황, 고시라카와(後白河) 천황에 이르기까지 3대 28년에 걸쳐 실권을 장악하였다. 고지(康治) 원년(1142년)에 도다이지(東大寺)의 가이단인(戒壇院)에서 수계를 받고 법황이 되었다.
나리코의 영향으로 스토쿠 천황을 싫어하게 되어, 사후 호겐의 난이 발발하는 한 원인을 제공하였다.

## 부인 및 자녀
- 중궁 : 후지와라노 쇼시/다마코(藤原璋子) - 다이켄몬인(待賢門院), 후지와라노 기미자네(藤原公実)의 장녀
  - 제1황자 : 아키히토 친왕(顕仁親王) - 스토쿠 천황이 됨.
  - 제1황녀 : 기시/요시코 내친왕(禧子内親王) (1122년-1133년)
  - 제2황자 : 무치히토 친왕(通仁親王) (1124년-1129년)
  - 제3황자 : 기미히토 친왕(君仁親王) (1125년-1143년)
  - 제2황녀 : 무네코 내친왕 (統子内親王) (1126년-1189년) - 조사이몬인(上西門院)
  - 제4황자 : 마사히토 친왕 (雅仁親王) (1127년-1192년) - 고시라카와 천황이 됨.
  - 제5황자 : 무토히토 친왕 (本仁親王) (1129년-1169년) - 출가하여 가쿠쇼법친왕(覚性法親王)이 됨.
- 제1황후 : 후지와라노 다이시/야스코(藤原泰子) - 가야노인(高陽院), 후지와라노 다다자네(藤原忠実)의 장녀
- 제2황후 : 후지와라노 도쿠시/나리코(藤原得子) - 비후쿠몬인(美福門院), 후지와라노 나가자네(藤原長実)의 딸
  - 제3황녀 : 에이시/도시코 내친왕(叡子内親王)(1135년-1148년)
  - 제4황녀 : 쇼시/아키코 내친왕(暲子内親王) (1137년-1211년) - 하치조인(八條院)
  - 제8황자 : 나리히토 친왕(体仁親王) - 고노에 천황이 됨.
  - 제5황녀 : 슈시/요시코 내친왕 (姝子内親王) - 다카마쓰인(高松院), 니조 천황의 중궁
- 궁녀: 기노 이에코(紀家子) - 미노노 쓰보네(美濃局), 기노 미쓰키요(紀光清)의 딸
  - 제6황자 : 도케이 법친왕 (道恵法親王) (1132년-1168년) - 출가하여 승려가 됨.
  - 제7황자 : 가쿠카이 법친왕 (覚快法親王) (1134년-1181년) - 출가하여 승려가 됨.
  - 황녀 : 아야노고젠 (阿夜御前) (?-1195년)
- 궁녀 : 산조노 쓰보네(三条局), 후지와라노 이에마사(藤原家政)의 딸
  - 제6황녀 : 겐시 내친왕(妍子内親王) - 이세 신궁의 사이오가 됨.
- 궁녀 : 카스가노츠보네 - 후지와라노 사네요시의 딸
  - 황녀 : 쇼시 내친왕 (이츠츠지 사이인) (1145년 - 1208년) - 카모 사이인
- 궁녀 : 타치바나노 토시츠나의 딸
  - 황자 : 마요(真誉)
- 궁녀 : 토사노츠보네 - 미나모토노 미츠야스의 딸
- 궁녀 : 후지와라노 사네히라의 딸
  - 황녀 : 타카마츠노미야
- 생모미상
  - 황자 : 사이츄 법친왕
  - 황자 : 미치하테 친왕

## 시호
도바(鳥羽)의 안락수원(安樂壽院)의 고쇼(御所)에서 붕어하였으므로 그대로 그것을 시호로 삼았으며, 도바인(鳥羽院)이라고 불렸다. 메이지(明治) 이후로는 '인'이라는 호칭을 없애고 도바 천황이라고만 불렀다.

## 같이 보기
- 일본 천황
- 고토바 천황